# HD 33636
HD 33636 är en dubbelstjärnabelägen i den mellersta delen av stjärnbilden Orion. Den har en  skenbar magnitud av ca 7,00 och kräver åtminstone en handkikare  för att kunna observeras. Baserat på parallaxmätning på ca 35,6 mas, beräknas den befinna sig på ett avstånd på ca 92 ljusår (ca 28 parsek) från solen. Den rör sig bort från solen med en heliocentrisk radialhastighet på ca 5,7 km/s.

## Egenskaper
Primärstjärnan HD 33636 A är en gul till vit stjärna i huvudserien av spektralklass G0 V H-03. Den har en massa som är ca 1,0 solmassor, en radie som är ca 0,97 solradier och har ca 1,1 gånger solens utstrålning av energi från dess fotosfär vid en effektiv temperatur av ca 6 000 K.
Följeslagaren HD 33636 B upptäcktes 2002 av Keckteleskopet på Hawaii och upptäcktes oberoende vid Haute-Provence-observatoriet i Schweiz. Med denna metod visade den en minsta massa av 9,28 Jupitermassor och antogs initialt att vara en planet och tillfälligt benämnd "HD 33636 b".
År 2007 använde Bean et al. Hubble Space Telescope (HST) och fann att objektet har en lutning så liten som 4,1 ± 0,1°, vilket gav en verklig massa av 142 Jupitermassor. Detta är för högt för att tillhöra en planet och den klassificeras nu som, "HD 33636 B", en stjärna av spektralklass M6 V. Den har en omloppsperiod av 2 117 dygn eller 5,797 år med ett genomsnittligt avstånd från primärstjärnan på 3,27 astronomiska enheter (AE).